# Lygaeus nugatoria
Lygaeus nugatoria är en insektsart som beskrevs av Kelso 1937. Lygaeus nugatoria ingår i släktet Lygaeus och familjen fröskinnbaggar. Inga underarter finns listade i Catalogue of Life.